# Monesterio
Monesterio es un municipio español perteneciente a la provincia de Badajoz, en la comunidad autónoma de Extremadura.

## Geografía

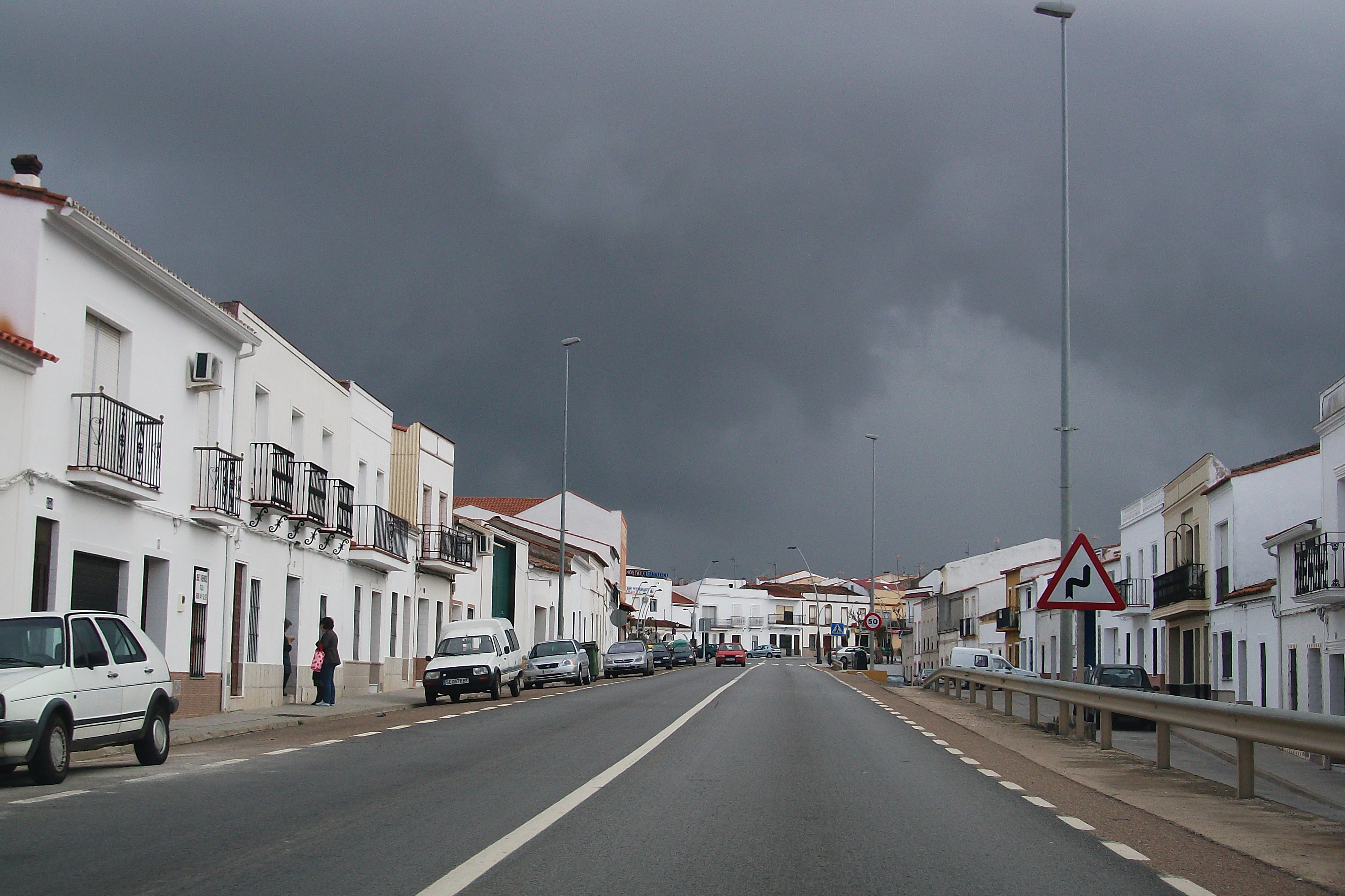
La carretera nacional 630 a su paso por Monesterio

Integrado en la comarca de Tentudía, se sitúa a 118 kilómetros de la capital provincial y a 100 kilómetros de la capital autonómica. El término municipal está atravesado por la Autovía Ruta de la Plata (A-66) y por la carretera nacional N-630, entre los pK 712 y 738, además de por la carretera autonómica EX-103, que conecta con Calera de León y Llerena, y por carreteras locales que permiten la comunicación con Montemolín, Calera de León y otras carreteras cercanas.   
| Noroeste: Calera de León                 | Norte: Fuente de Cantos                                   | Nordeste: Montemolín y Puebla del Maestre        |
| Oeste: Calera de León                    |                                                           | Este: Casas de Reina (exclave) y Fuente del Arco |
| Suroeste: Santa Olalla del Cala (Huelva) | Sur: El Real de la Jara (Sevilla) y Montemolín (exclaves) | Sureste: El Real de la Jara (Sevilla)            |

El relieve del municipio está definido por las primeras estribaciones de Sierra Morena, destacando la  sierra de Tentudía, que se divide en la sierra de Aguafría al suroeste y la sierra de San Roque al sureste. Cuenta con numerosos cursos fluviales en su extenso territorio, destacando el río Bodión por el noroeste (cuenca del Guadiana),  el río Vendoval y el río Viar por el este (cuenca del Guadalquivir), y la Rivera de Cala por el sur, que hace de límite con Andalucía.  La altitud oscila entre los 1079 metros (Alto de Aguafría), en la sierra de Tentudía, y los 345 metros a orillas del río Viar, en el embalse del Pintado, en el límite con la provincia de Sevilla. 
El municipio es el más meridional de la provincia de Badajoz y de toda Extremadura.

## Historia
En sus alrededores significativos vestigios de la cultura megalítica, tales como dólmenes y restos de antiguos asentamientos. Posteriormente, el núcleo monesteriense debió formar parte de lo que hoy se denomina la Beturia Céltica, un amplio territorio al sur de Badajoz. Se enclava en las fragosidades de Sierra Morena que establecen la división entre Extremadura y Andalucía, dominando el Puerto de las Marismas, punto crítico de las comunicaciones entre el norte y el sur de la Península por el que se canaliza uno de los más importantes itinerarios históricos de la antigüedad: la Vía de la Plata, y en el que todavía el siglo pasado se cobraba derecho de pontazgo.
Con antecedente en el enclave romano de Curiga constituye, pues, la puerta de entrada en Extremadura por el sur desde las épocas más remotas. El origen de la población actual se encuentra en una fundación templaria, hasta que el siglo XVI fue enajenada por Felipe II como Aldea de Señorío.
A la caída del Antiguo Régimen la localidad, entonces conocida como Monasterio, se constituye en municipio constitucional en la región de Extremadura. Desde 1834 quedó integrado en el partido judicial de Fuente de Cantos. En el censo de 1842 contaba con 324 hogares y 1260 vecinos.
Su ventajosa situación a mitad de camino entre Sevilla, Badajoz y Mérida, impulsó de manera extraordinaria el ejercicio de la arriería por parte de sus habitantes, siendo esta actividad sobresaliente en la economía local, además de la agricultura y la ganadería.
Hasta 1873 perteneció a la diócesis del Priorato de San Marcos de León, fecha a partir de la cual pasó a la jurisdicción de la diócesis de Badajoz.

## Demografía
Monesterio cuenta con una población de 4230 habitantes (INE 2024).
| Gráfica de evolución demográfica de Monesterio entre 1842 y 2021 |
| |
| Población de derecho según los censos de población del INE. Población de hecho según los censos de población del INE.En este censo se denominaba Monasterio: 1842. En estos censos se denominaba Monesterio o Monasterio: 1930, 1940, 1950, 1960 y 1970. |

## Patrimonio
Entre su patrimonio destaca la iglesia parroquial de San Pedro, con ábside almenado, obra del siglo XV, aunque reconstruida durante la década de 1940, y en la que se guarda, entre otros objetos, una valiosa cruz procesional del siglo XVIII, y la ermita de la Virgen de Tentudía, construida a mediados del siglo XX. Cabe destacar también las múltiples cruces que se encuentran en la localidad, esculturas que muestran el fervor hacia la Santa Cruz, al igual que el llamado Castillo de las Torres, fortaleza situada en zona rural y próxima a El Real de la Jara.
Monesterio contaba también con varias ermitas: La de los Santos Mártires y San Ildefonso, la de la Virgen de Gracia, que formó parte del llamado Hospital de pobres transeúntes de santa María, y que fue reconvertida en escuela de primeras letras, y la de San Nicolás y Santa Lucía. Encontramos algunas ya desaparecidas como el eremitorio de la Candelaria, Santa Brígida y San Blas. Todas tuvieron imágenes y retablos que se trasladaron a la parroquia, pero fueron destruidos en 1936, debido a la guerra civil española.
Su cementerio, enclavado en la parte más alta de la villa, se construyó hacia 1814.

## Centro de Interpretación de la Vía de la Plata
La Vía de la Plata cuenta a lo largo del camino con tres Centros de Interpretación General de la Vía de la Plata en Monesterio, Mérida y Baños de Montemayor que sirven fundamentalmente de apoyo cultural y guía en el recorrido por la región.
Los Centros de Interpretación se definen como espacios culturales, que ayudan mediante el hilo conductor que es la Vía de la Plata, a comprender la historia de nuestra región. Estos centros pertenecen a la red de Museos de Identidad de Extremadura.

## Fiestas
Las fiestas más importantes son la romería de San Isidro Labrador, en mayo, en la cual los monesterienses se trasladan durante cinco días a la pradera del Culebrín, donde instalan sus casetas, y la feria de septiembre, donde la fiesta se concentra en el recinto ferial, formado por casetas, atracciones y múltiples puestos ambulantes.
Muy conocido en Extremadura es el jamón de Monesterio, que cuenta en la localidad con una fiesta especial, llamada Día del jamón, en el que, entre otros actos desarrollados durante el verano, los monesterienses y visitantes degustan jamón en el parque municipal y en las inmediaciones de las instalaciones deportivas El Tejar. Está declarada de Interés Turístico.
Cabe destacar otras fiestas que sobresalen por su alta participación popular, como los Carnavales o la Semana Santa. En los últimos años también se ha recuperado la llamada Fiesta del Emigrante, celebrándose a mediados de agosto.
Durante el verano tienen lugar en Monesterio diversos actos culturales, entre los que destacan los festivales anuales Urban Rock y Estilo Público, además de las actividades enmarcadas dentro del Día del Jamón y de las diversas actuaciones de teatro y de la banda municipal de música. Destacan otras fiestas como el Día de la Primavera o el Día del Guarrito.